# 葦敷重頼
葦敷 重頼（あじき しげより）は、平安時代末期の武将。信濃守源重遠の次男。安食重頼とも表記される。

## 経歴
源満政から七代の孫にあたり、尾張国春部郡安食荘の荘司となって同荘広瀬島に住した。長承年間に起こった墨俣合戦で大きく功を挙げる。その時戦死した子息・安食重義をはじめ郎党等の菩提を弔うために安食荘内に聖徳寺を創建した。晩年出家し、常観坊隆憲を称す。聖徳寺に伝わる文書によれば官位は従六位下、右衛門少尉1176年（安元2年）2月21日に没した。また同荘内には葦敷・山田一族の菩提寺で重頼の法名にちなんだ常観寺があった。